# Solange Huerta
Solange Paola Huerta Reyes (Talagante, 2 de febrero de 1969) es una abogada chilena. Ejerció como Directora nacional del Servicio Nacional de Menores (Sename) entre 2016 y 2018. Entre 2000 y 2016 trabajó como persecutora en el Ministerio Público, llegando a ejercer como fiscal regional Metropolitano Occidente entre 2008 y 2016.

## Estudios
A fines de los años 1980, mientras estudiaba en la Facultad de Derecho de la Universidad de Chile, Huerta formó parte de la corriente «Almeydista» del Partido Socialista de Chile. Antes de trabajar en el Ministerio Público, se desempeñó como jefa de abogados de primera instancia en la División de Juicios del Instituto de Normalización Previsional.
Ha cursado los postítulos: «Justicia Criminal y Sistema Acusatorio: hacia un Nuevo Proceso Penal», en la Universidad Diego Portales; «Aspectos Fundamentales y Tendencias Actuales en Derecho Penal», en la Universidad Católica del Norte; «Fortalecimiento del Estado de Derecho a través de la Capacitación en Derechos Humanos de Operadores de la Justicia», dictado por la Universidad de Chile.

## Carrera profesional

### Carrera en la Fiscalía
Ingresó al Ministerio Público de Chile en el año 2000 cuando el sistema de justicia criminal acusatorio recién se instalaba en el país, asumiendo el cargo de fiscal jefe de la Fiscalía Local de Illapel en la Región de Coquimbo.
En el ámbito de la actividad docente, entre los años 2002 y 2005 desempeñó un activo rol en la formación de fiscales adjuntos y abogados asistentes del Ministerio Público como expositora y monitora en capacitaciones internas e interinstitucionales. En el año 2007 fue expositora en el Seminario Internacional «Violencia de Género y Justicia Penal: Avances y Desafíos», efectuado en Quito, Ecuador.
En el año 2004 asumió como la primera y única mujer en el cargo de fiscal jefe en la Región Metropolitana, en la Fiscalía Local de Melipilla.
Posteriormente a su salida de la Fiscalía Regional, Huerta asumió como directora de la Unidad Especializada de Violencia Intrafamiliar y Delitos Sexuales de la Fiscalía Nacional.

#### Fiscal regional
En enero de 2008 fue nombrada como fiscal regional de la Fiscalía Regional Metropolitana Occidente. Huerta lideró el equipo conformado por los fiscales Andrés Castellanos y Luis Tapia, junto con efectivos de la Fuerza de Tarea Reservada Occidente, dependiente de la Jefatura Nacional de Homicidios de la Policía de Investigaciones de Chile (PDI).
Posterior al terremoto que afectó la zona centro sur de Chile el 27 de febrero de 2010, el fiscal nacional Sabas Chahuán, designó a la fiscal Huerta para investigar posibles errores cometidos por las autoridades en decretar alerta de tsunami, en especial el Servicio Hidrográfico y Oceanográfico de la Armada de Chile (SHOA) y la Oficina Nacional de Emergencia del Ministerio del Interior (ONEMI).
En febrero de 2015, mientras Solange Huerta se encontraba en calidad de fiscal nacional subrogante, estableció una resolución que dejó fuera del polémico «Caso Penta» al persecutor Carlos Gajardo de la Fiscalía Oriente, interviniendo la investigación y dejando fuera del caso la arista referente a la Sociedad Química y Minera de Chile (SQM). En esta misma intervención, dejó a cargo del «Caso SQM» al fiscal regional Centro Norte, Andrés Montes Cruz, hijo del senador del Partido Socialista, Carlos Montes Cisternas, y hermano de la subsecretaria de Turismo Javiera Montes Cruz. Ante los alcances políticos de esta decisión, el fiscal nacional titular Sabas Chahuán decidió asumir la dirección de la investigación del «Caso Penta» y revirtió esta medida una semana después, restableciendo las funciones de Gajardo.
Cesó en sus funciones el 21 de enero de 2016, siendo sucedida por José Luis Pérez Calaf.

### Directora del Sename

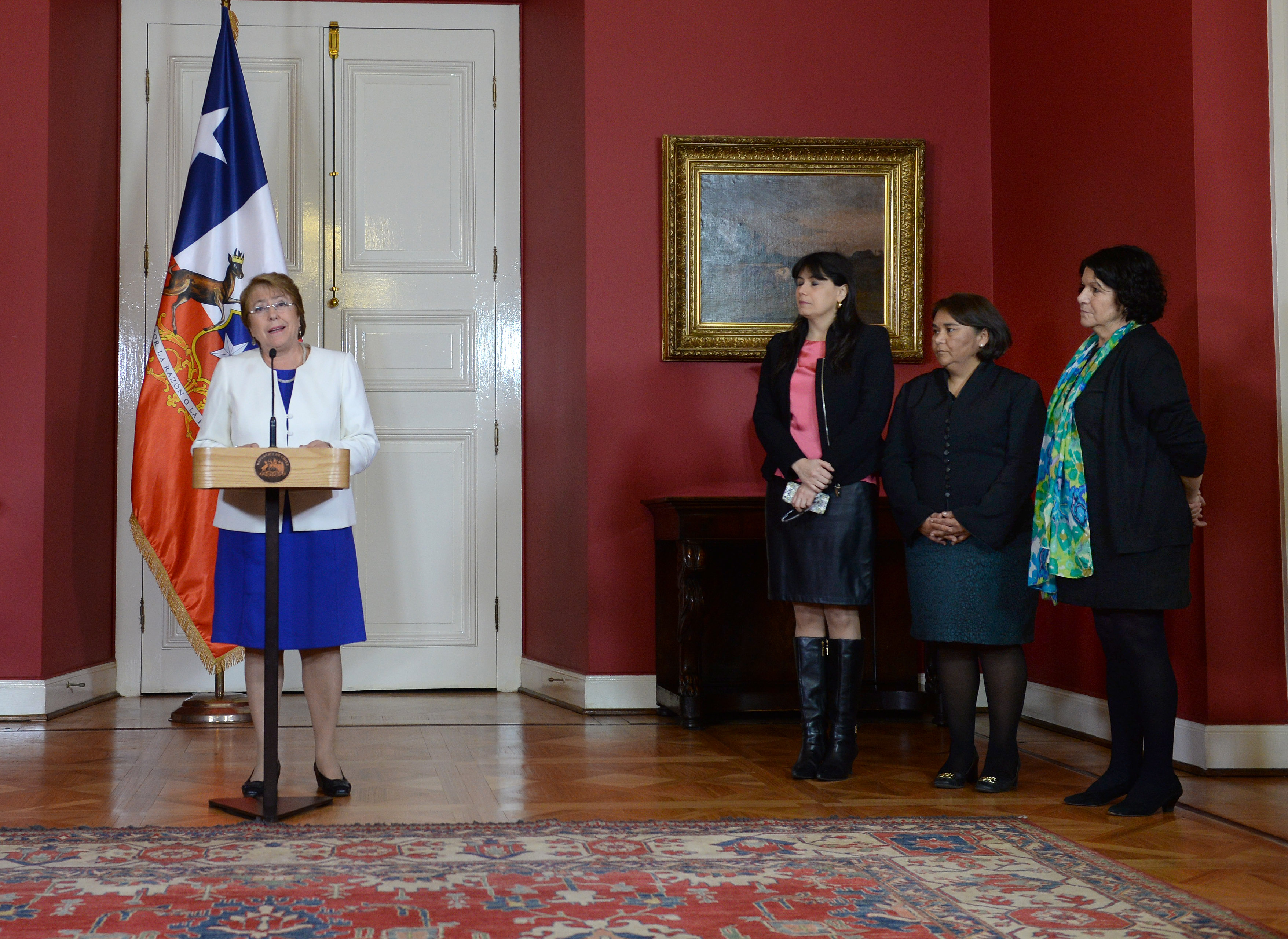
Huerta, junto a la presidenta Michelle Bachelet y la entonces ministra de Justicia Javiera Blanco en julio de 2016.

En julio de 2016 fue nombrada directora nacional del Servicio Nacional de Menores (Sename) por la presidenta Michelle Bachelet. Dejó el cargo al término de la administración en marzo de 2018.